# Latiguina oribata
Latiguina oribata är en insektsart som beskrevs av Young 1986. Latiguina oribata ingår i släktet Latiguina och familjen dvärgstritar. Inga underarter finns listade i Catalogue of Life.